# Anass Essayi
Anass Essayi (arabisch أنس الساعي, DMG Anas as-Sāʿī, * 18. Mai 2001 in Rabat) ist ein marokkanischer Mittelstreckenläufer, der sich auf die 1500-Meter-Distanz spezialisiert hat.

## Sportliche Laufbahn
Erste internationale Erfahrungen sammelte Anass Essayi im Jahr 2017, als er bei den U18-Weltmeisterschaften in Nairobi in 3:54,54 min den fünften Platz über 1500 Meter belegte. Im Jahr darauf schied er bei den U20-Weltmeisterschaften in Tampere mit 3:46,68 min im Vorlauf aus und gewann anschließend in 3:49,68 min die Silbermedaille bei den Jugend-Afrikaspielen in Algier. Daraufhin startete er bei den Olympischen Jugendspielen in Buenos Aires und gewann dort die Silbermedaille. 2019 belegte er bei den Juniorenafrikameisterschaften in Abidjan in 3:52,19 min den sechsten Platz über 1500 Meter und 2021 nahm er an den Olympischen Sommerspielen in Tokio teil und kam dort mit 3:45,92 min nicht über den Vorlauf hinaus. Zuvor gewann er bei den Arabischen Meisterschaften in Radès in 3:35,59 min die Bronzemedaille hinter dem Bahrainer Sadik Mikhou und seinem Landsmann Abdelatif Sadiki. Daraufhin begann er ein Studium an der University of South Carolina in den Vereinigten Staaten.
2022 startete er über 1500 Meter bei den Weltmeisterschaften in Eugene und schied dort mit 3:38,60 min in der ersten Runde aus. Im Jahr darauf schied er bei den Weltmeisterschaften in Budapest mit 3:35,63 min ebenfalls im Vorlauf aus. 2024 nahm er an den Olympischen Sommerspielen in Paris teil und schied dort mit 3:32,49 min im Halbfinale aus. Im Jahr darauf kam er bei den Hallenweltmeisterschaften in Nanjing mit 4:04,16 min nicht über den Vorlauf hinaus. Zuvor verbesserte er den marokkanischen Hallenrekord über 3000 Meter in Liévin auf 7:32,45 min und löste damit Hicham El Guerrouj als Rekordhalter ab. Zudem belegte er in Nanjing in 7:49,00 min den siebten Platz über 3000 Meter.

## Persönliche Bestleistungen
- 800 Meter: 1:46,06 min, 11. Mai 2024 in Gainesville
- 1500 Meter: 3:32,49 min, 4. August 2024 in Paris
  - 1500 Meter (Halle): 3:33,55 min, 8. Februar 2025 in Metz
  - Meile (Halle): 3:50,46 min, 11. Februar 2023 in Boston
- 3000 Meter: 7:52,72 min, 16. Juli 2019 in Sotteville-lès-Rouen
  - 3000 Meter (Halle): 7:32,45 min, 13. Februar 2025 in Liévin (marokkanischer Rekord)
- 5000 Meter: 13:34,92 min, 11. Mai 2024 in Gainesville